# José Ramón Sauto
José Ramón Sauto Hurtado (7 de septiembre de 1912, México, D. F., - 16 de abril de 1994, Madrid) fue un futbolista hispano-mexicano que jugó como centrocampista en el Real Madrid Club de Fútbol de España durante las décadas de los años 1930 y 1940, club del que llegó a ser capitán. Fue el primer jugador nacido en México en jugar para dicho club.

## Trayectoria
Nacido en México arribó a España siendo un niño, país del que adoptó su nacionalidad. Finalizada su formación escolar y tras realizar el servicio militar, se incorporó a la disciplina del Imperio Football Club de Madrid. En él permaneció dos temporadas y su mayor logro con el equipo fue el de consagrarse vencedor del Campeonato de Castilla de Aficionados y del posterior Campeonato de España de Aficionados en 1932 antes de ser traspasado al Madrid Football Club donde vivió su mejor época como jugador.
Su debut en competición oficial se produjo el 17 de diciembre de 1933 en la derrota de los madrileños por 0-1 ante el Betis Balompié. Permaneció en el club hasta el año 1944, siendo uno de los pocos jugadores que volvieron al equipo tras la guerra civil española que paralizó las competiciones deportivas y que dejó al club muy mermado. En lo personal fue uno de los hechos más relevantes en su vida. Tras el conflicto armado se reincorporó a la actividad futbolística, circunstancia que con el tiempo le permitió situarse como uno de los jugadores más veteranos del club y llegar así a ser el capitán del equipo en sus dos últimas temporadas tras la salida del club de Antonio Leoncito.
Al final de su carrera deportiva en 1944 sumó un total de 144 partidos en los que no anotó ningún gol en las competiciones de liga, copa y regional.
Entre sus logros figuran tres subcampeonatos del Campeonato Nacional de Liga de Primera División en las temporadas 1933-34, 1935-36 y 1941-42 y un Campeonato de España-Copa de la República en la edición de 1936 recordada por una inverosímil parada de Ricardo Zamora en el tiempo de descuento de la final frente al Football Club Barcelona, señalada como el colofón de su carrera y a la que sucedió su retirada deportiva.

## Vida personal

### Guerra civil española
Sauto realizó el servicio miliar en España, al poseer la nacionalidad, y cuando contaba con 24 años estalló la Guerra Civil. Destacado en el cuartel de la Montaña, se encontraba de permiso cuando el 18 de julio el general Joaquín Fanjul arribó siguiendo órdenes del general Emilio Mola y Francisco Franco para tomar el cuartel en una sublevación contra la República que pretendía rendir la capital de España al levantamiento.
Eso evitó que estuviera entre los más de 200 muertos o los centenares de detenidos cuando el día 20 el cuartel fue tomado por la Guardia Civil, las Fuerzas de Asalto y el pueblo de Madrid. Entre los prisioneros estaba el citado Fanjul, que sería juzgado por rebelión militar el 15 de agosto y fusilado dos días después en la Cárcel Modelo.
Por pertenecer a la guardia del Cuartel de la Montaña tomó precauciones y se escondió en casas de varios conocidos, ya que la situación en Madrid en los primeros días de la guerra hacía casi imposible escapar a alguien que fuese buscado. Acabó siendo detenido y llevado a la checa del CNT del número 18 de la calle de Santa Engracia. Allí fueron también llevados y ejecutados los miembros de la Guardia Civil que apoyaron la rebelión militar. Sauto se libró de tal final debido a que uno de los responsables de la checa, seguidor del Madrid F. C., le salvó la vida, le puso en la calle y le advirtió que se exiliase de la capital y encontrase un escondite seguro. Se dirigió a la cercana embajada de México buscando asilo, y allí se encontró con altos dirigentes de la Falange, con Luis Carrero Blanco o con Ramón Menéndez Pidal, favorables a la rebelión. La embajada mexicana se vio desbordada y tuvo que utilizar varios edificios para dar cabida a tanto refugiado. Tras arduas gestiones diplomáticas, a medias de febrero de 1937 varias embajadas lograron que el Gobierno republicano garantizara la seguridad de un convoy con más de 800 personas que tenía como destino Valencia. Desde allí, Sauto se dirigió a Francia.
Sin embargo Sauto no abandonó la causa, y desde allí cruzó de nuevo la frontera para llegar a Pamplona, ciudad dominada por las fuerzas nacionales y se unió, junto a su hermano Ángel, a la IV División Navarra que dirigía Camilo Alonso Vega, amigo íntimo de Franco. Sauto se ofreció como enlace con una moto que se había comprado para hacerse famoso entre los mandos sublevados por la celeridad con la que era capaz de cruzar las líneas enemigas y trasladar mensajes, labor que desarrolló en batallas como las del Ebro o Brunete. En el frente de Madrid se le dio por desaparecido por sus mandos hasta que apareció días después en un hospital de campaña con una herida en un brazo de la que nunca se recuperó totalmente.
Tras la guerra volvió a la capital y se reincorporó al club, pero de una manera especial. Su contrato hasta 1936 era amateur y lo renovaba al acabar cada temporada. Su afectuosa relación con Santiago Bernabéu, directivo del equipo al acabar una guerra con la que el club perdió numerosos integrantes, le permitió seguir jugando sin tener la obligación de ir a entrenarse cada día. Así, compaginando el fútbol con sus estudios de Medicina, permaneció jugando hasta 1944, fecha de su retirada.
Sufrió las consecuencias de la guerra, la cual le impidió recibir la licenciatura en Medicina. Una inspección policial en un piso que tenía alquilado Sauto, dio con el descubrimiento en la casa del uniforme y la pistola de su hermano durante la guerra. La ley obligaba a todos los combatientes a devolver el uniforme y sus armas, pero Sauto, no lo había hecho. Eso le valió la apertura de un expediente que impedía que pudiera ser reconocido como médico.

## Estadísticas

### Clubes
Datos actualizados a fin de carrera deportiva. En su etapa en el Imperio F. C. indicados únicamente los partidos de los que se tiene constancia.
| Imperio F. C. · España | 2.ª C.        | 1931-32       | -  | - | 1  | - | -  | - | 1   | 0 |
| Imperio F. C. · España | 2.ª C.        | 1932-33       | -  | - | -  | - | -  | - | 0   | 0 |
| Imperio F. C. · España | Total club    | Total club    | 0  | 0 | 1  | 0 | 0  | 0 | 1   | 0 |
| Real Madrid C. F. · España | 1.ª           | 1933-34       | 5  | - | -  | - | -  | - | 5   | 0 |
| Real Madrid C. F. · España | 1.ª           | 1934-35       | -  | - | -  | - | 2  | - | 2   | 0 |
| Real Madrid C. F. · España | 1.ª           | 1935-36       | 16 | - | 8  | - | 6  | - | 30  | 0 |
| Real Madrid C. F. · España | 1.ª           | 1939-40       | 20 | - | -  | - | 10 | - | 30  | 0 |
| Real Madrid C. F. · España | 1.ª           | 1940-41       | 17 | - | -  | - | -  | - | 17  | 0 |
| Real Madrid C. F. · España | 1.ª           | 1941-42       | 5  | - | 6  | - | -  | - | 11  | 0 |
| Real Madrid C. F. · España | 1.ª           | 1942-43       | 18 | - | 10 | - | -  | - | 28  | 0 |
| Real Madrid C. F. · España | 1.ª           | 1943-44       | 16 | - | 4  | - | -  | - | 20  | 0 |
| Real Madrid C. F. · España | Total club    | Total club    | 97 | 0 | 28 | 0 | 18 | 0 | 143 | 0 |
| Total carrera | Total carrera | Total carrera | 97 | 0 | 29 | 0 | 18 | 0 | 144 | 0 |
| (1) Incluye datos del Campeonato de España Amateur (1931-32); Copa del Rey (1935-44). (2) Incluye datos del Campeonato de Castilla Amateur (1931-33); Campeonato Regional (1934-40). (3) No incluye goles en partidos amistosos. |               |               |    |   |    |   |    |   |     |   |